# Başakşehir Fatih Terim Stadyumu
Başakşehir Fatih Terim Stadyumu – stadion piłkarski w Stambule, w Turcji. Nosi imię tureckiego piłkarza i trenera, Fatiha Terima. Został wybudowany w latach 2013–2014 i zainauguriwany 26 lipca 2014 roku. Obiekt może pomieścić 17 319 widzów. Swoje spotkania rozgrywają na nim piłkarze klubu İstanbul Başakşehir, którzy przed przeprowadzką na nową arenę, w latach 2007–2014, grali na Stadionie Olimpijskim im. Atatürka.